# Palau Pallejà
El Palau Pallejà, antigament Armengol, és un conjunt arquitectònic situat als carrers de Lledó i de la Reina Elionor de Barcelona, catalogat com a bé cultural d'interès local.

## Història
La primera referencia documentada és la venda que en va fer Lluís Joan d'Armengol, donzell d'Igualada, i la seva esposa Elisabet a Agustí de Copons, donzell de Barcelona, l'any 1475. D'aquest passà a mans de Joan de Concabella, donzell i senyor de les Pallargues, Pelagalls i Sisteró, els hereus del qual van tenir la propietat fins al 1657, quan Agnès d'Argençola i Montsuar i el seu marit Josep de Rocabertí i de Boixadors la vengueren a Raimon Par. El 1692, el seu hereu Josep Par la va vendre a Tomàs Maranyosa i d'Aranyó, catedràtic de dret canònic a l'Estudi General de Lleida. Posteriorment, va passar a mans del també jurista Salvador Graell i Berenguer (†1706), i a partir del 1712, la seva vídua Maria Padrell hi va invertir en obres 2.000 lliures. L'hereu fou el també jurista Francesc de Graell i Padrell, que el 1740 va ser nomenat cavaller. El 1787, el seu fill Manuel de Graell i de Pallejà, també jurista, va demanar permís per a obrir una finestra al segon pis, i novament el 1791 per a eixamplar un portal i traslladar un fanal. El 1796, va demanar permís per a obrir finestres al carrer d'Elionor, i novament el 1807 per a obrir-hi tres finestres.

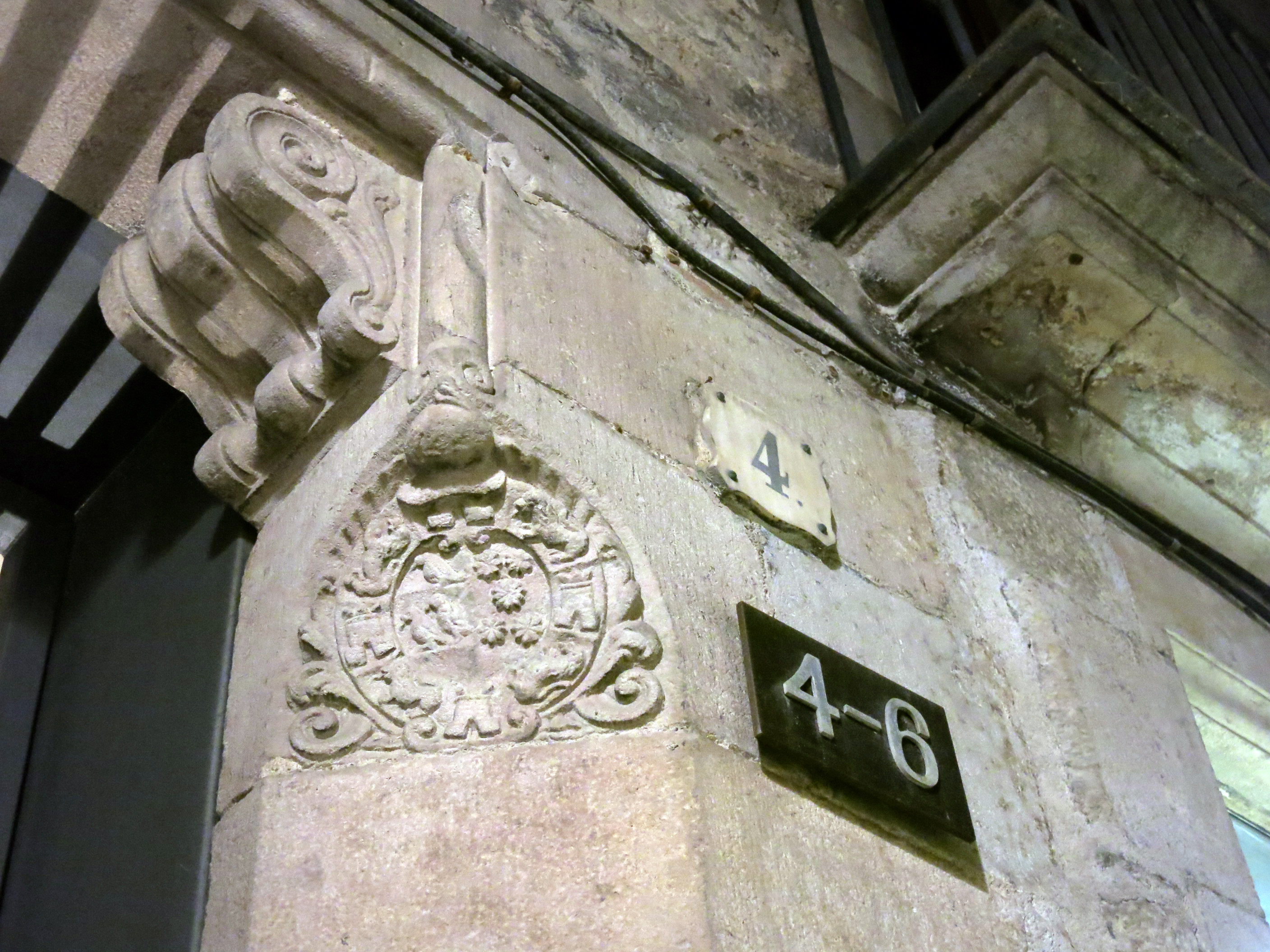
Blasó dels Graell a la porta principal

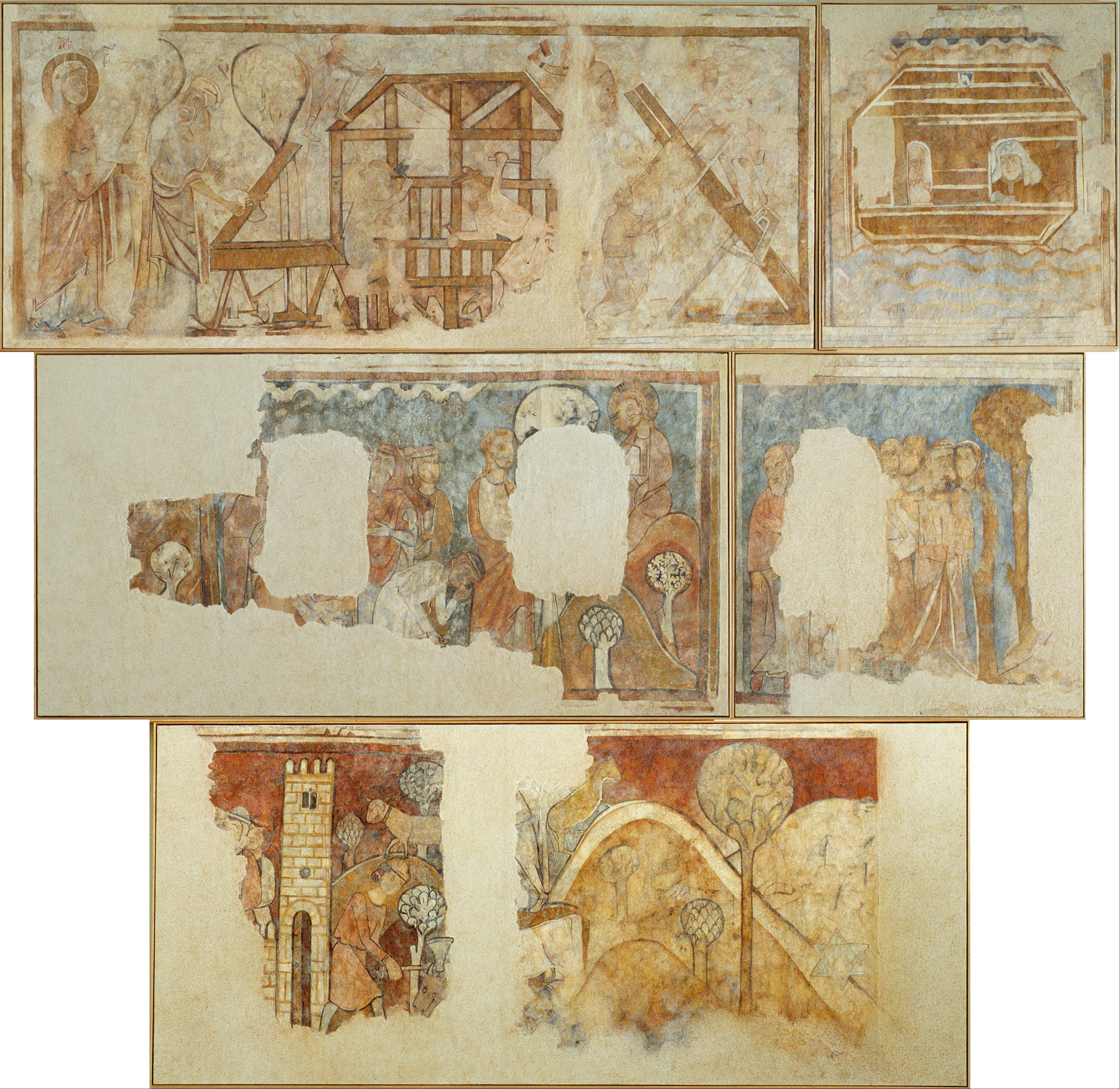
Pintures murals amb escenes de l'Antic Testament, conservades al MNAC

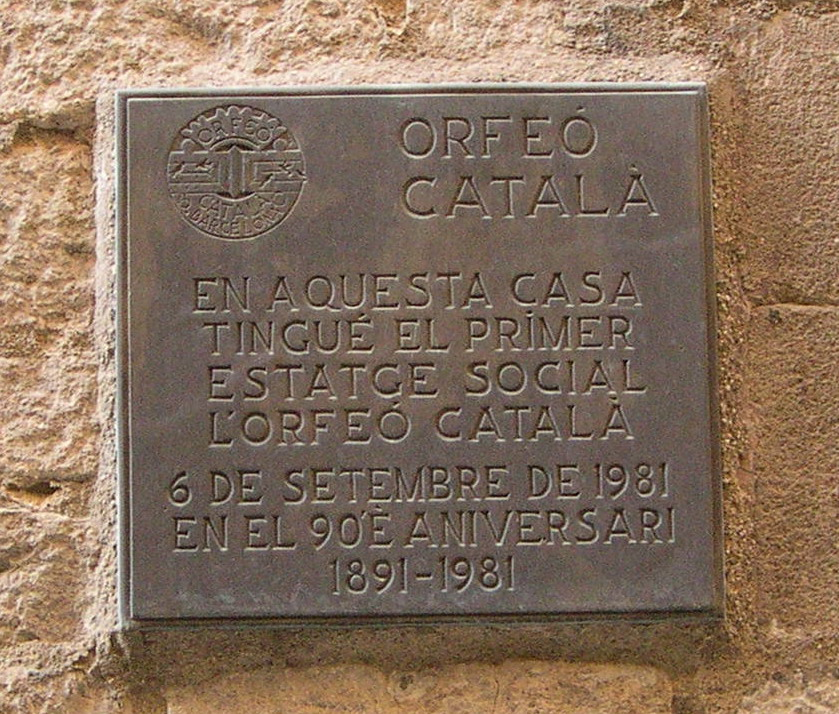
Placa commemorativa de la fundació de l'Orfeó Català

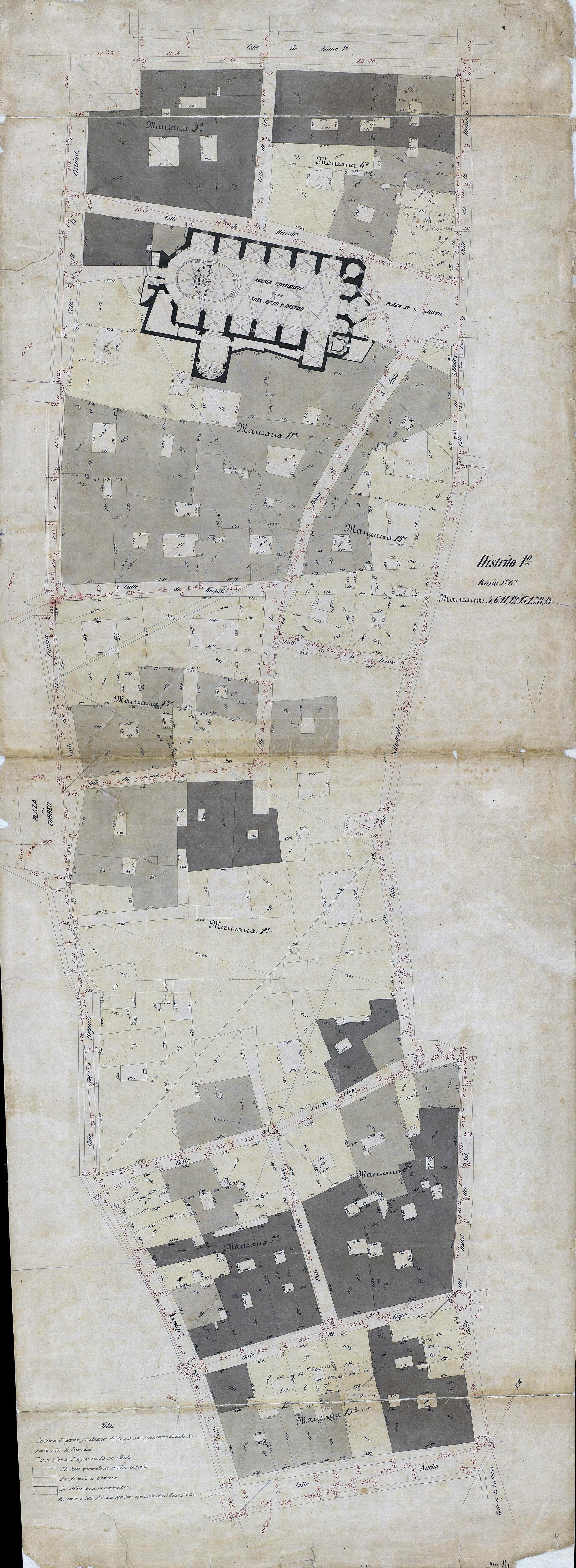
Quarteró núm. 11 de Garriga i Roca (c. 1860)

Arran de la invasió napoleònica, es va exiliar a Canet de Mar, on va morir el 1814 sense descendència, i la propietat devia passar a mans del seu cosí Gaietà de Pallejà i de Graell (1757-1829), succeït pel seu fill Gaietà de Pallejà i de Vallcorba (1783-1863). Casat amb Josepa d'Olzina i de Torres (1793-1870), el matrimoni va tenir dos fills: Guillem (1819-1902) i Josep Oriol Pallejà i d'Olzina (1821-1881). El 1849, l'hereu Guillem es va casar amb Concepció de Bassa i de Saleta, II marquesa de Monsolís, i el va succeir Josep Maria de Pallejà i de Bassa (1864-1926), III marquès de Monsolís, succeït pel seu fill Guillem de Pallejà i Ferrer-Vidal (1889-1964), IV marquès de Monsolís.
El 1989 va morir Josep Felip de Pallejà i Ricart, V marquès de Monsolís, i el palau fou heretat per la seva filla Glòria de Pallejà i Ferrer-Cajigal, dissenyadora d'interiors i mobiliari, que l'any 1997 el va fer rehabilitar per a convertir-lo en un edifici d'habitatges plurifamilar, segons el projecte dels arquitectes Ricard Mercadé i Aurora Fernández. Durant les obres es van trobar al segon pis unes pintures (datades cap al 1300), que representen escenes dels llibres del Gènesi i l'Èxode de l'Antic Testament i altres que no s'han pogut identificar. Un equip d'especialistes del MNAC les va recuperar per a portar-les-hi, on actualment són exposades. Pertanyien a un edifici religiós vinculat a l'Orde de Sant Joan de Jerusalem que tenia una galeria semblant a la del Palau Episcopal. Al segle xv fou reformat per a transformar-lo en una residència particular, moment en què l'espai on eren les pintures es dividí en dos pisos i les quatre grans arcades foren tapiades.

## Descripció
El conjunt és la unió de dos casals medievals: (Lledó, 4-6) i (Lledó, 6 bis i Reina Elionor, 3), que consten de planta baixa, tres pisos i golfes. Algunes parts tenen teulada a doble vessant, altres a una i altres tenen terrat. La façana principal dona al carrer de Lledó i l'últim tram fa un petit angle per resseguir la curvatura del carrer. A la planta baixa hi ha obertures de diferent tipologia (de llinda, d'arc de mig punt adovellat, d'arc rebaixat, etc.) Al centre s'obre la porta principal de grans dimensions, de llinda; dues mènsules aguanten la llinda la qual està decorada amb una fina motllura. Els brancals estan axamfranats i a la part superior hi ha en relleu el blasó dels Graell. Les obertures dels pisos superiors no sempre segueixen els mateixos eixos longitudinals. Totes són de llinda, algunes són finestres i altres balcons amb voladís o sense. El parament és de carreus petits, excepte l'emmarcament de les obertures, que són de carreus grans ben carejats.
A través del portal principal s'accedeix al pati central, el més important dels tres. Després d'un petit vestíbul s'accedeix mitjançant una gran arcada d'arc rebaixat amb les impostes motllurades. A l'interior, una escala descoberta de dos trams de pedra porta a dues portes, una allindanada i l'altre d'arc rebaixat. Entre les diferents obertures que s'obren al pati destaca una finestra amb guardapols decorat amb dos caps, un masculí i altre femení, abillats a la moda del segle xv i que sovint s'han associat a l'art de Pere Joan. En el pati també es pot veure una antiga galeria d'arcs de mig punt tapiada.
La façana del carrer de la Reina Elionor és molt més petita que la principal. Aquí hi ha un seguit d'obertures, algunes d'elles tapiades, entre les quals destaca una finestra gòtica. Té l'ampit moltllurat, els brancals i la llinda resseguits per una fina columna i guardapols recolzat sobre mènsules amb figures humanes. El pati té coberta la planta baixa amb un embigat de fusta i a l'altura del primer pis s'obre una galeria de tres arcs apuntats amb fines columnes i capitells esculpits.
Als baixos del núm. 5 del carrer de la Palma de Sant Just, una construcció del segle xix, es conserva una finestra gòtica del segle xv que possiblement pertanyia al palau.